# Valle del Jerte

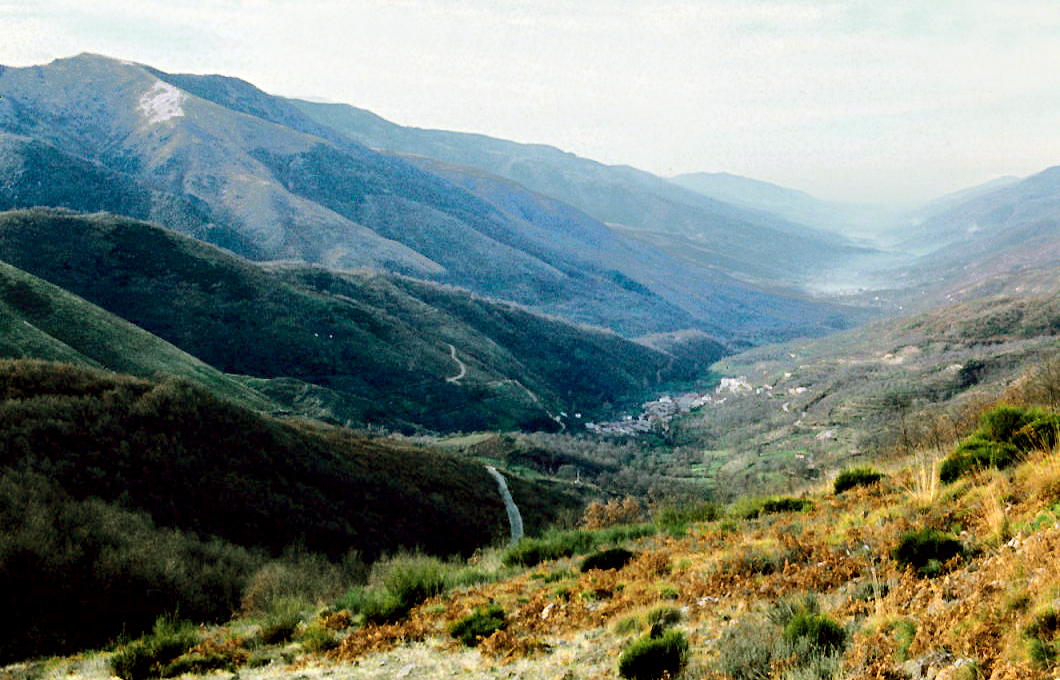
Valle del Jerte („Jerte-Tal“)

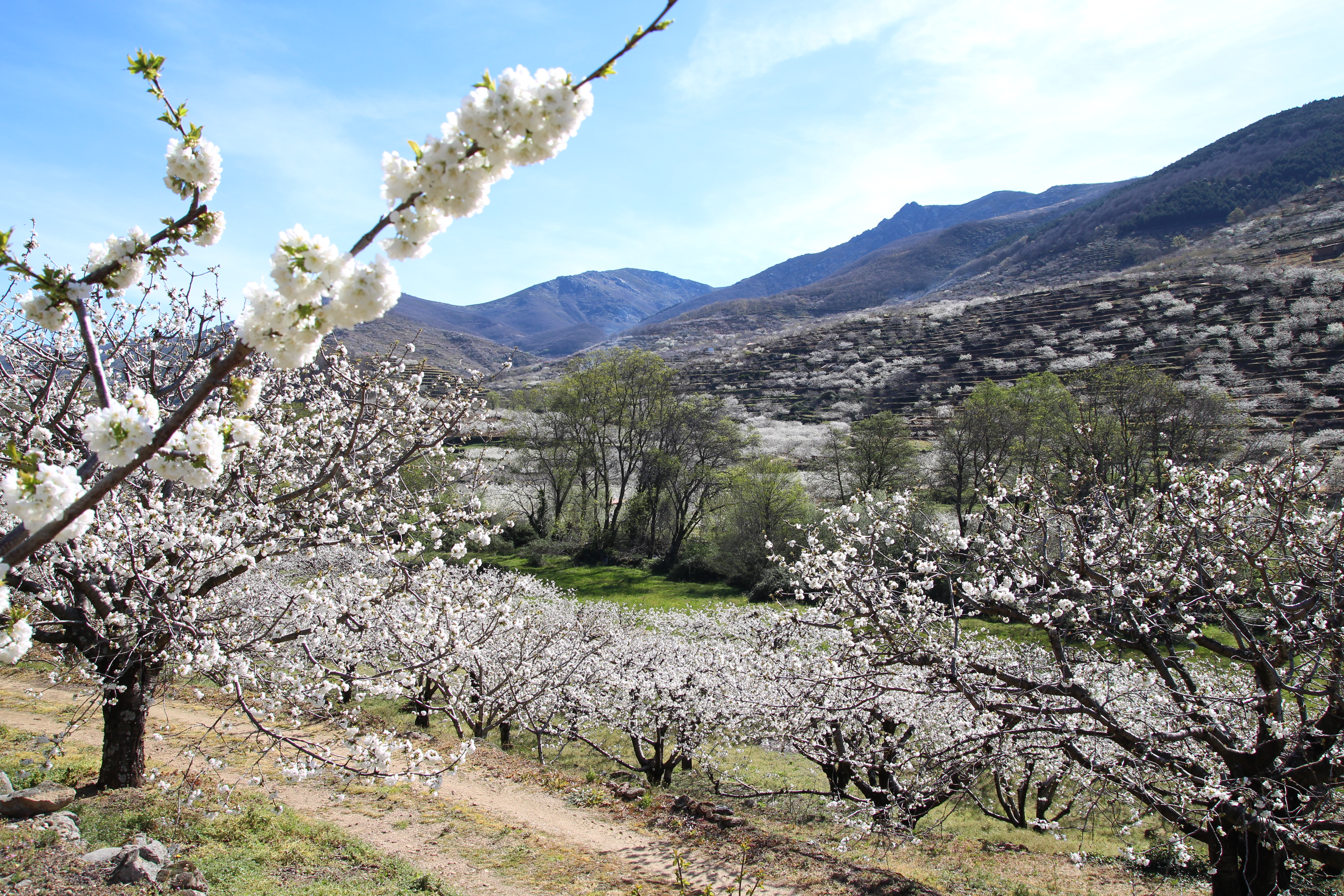
Kirschblüte im Jerte-Tal

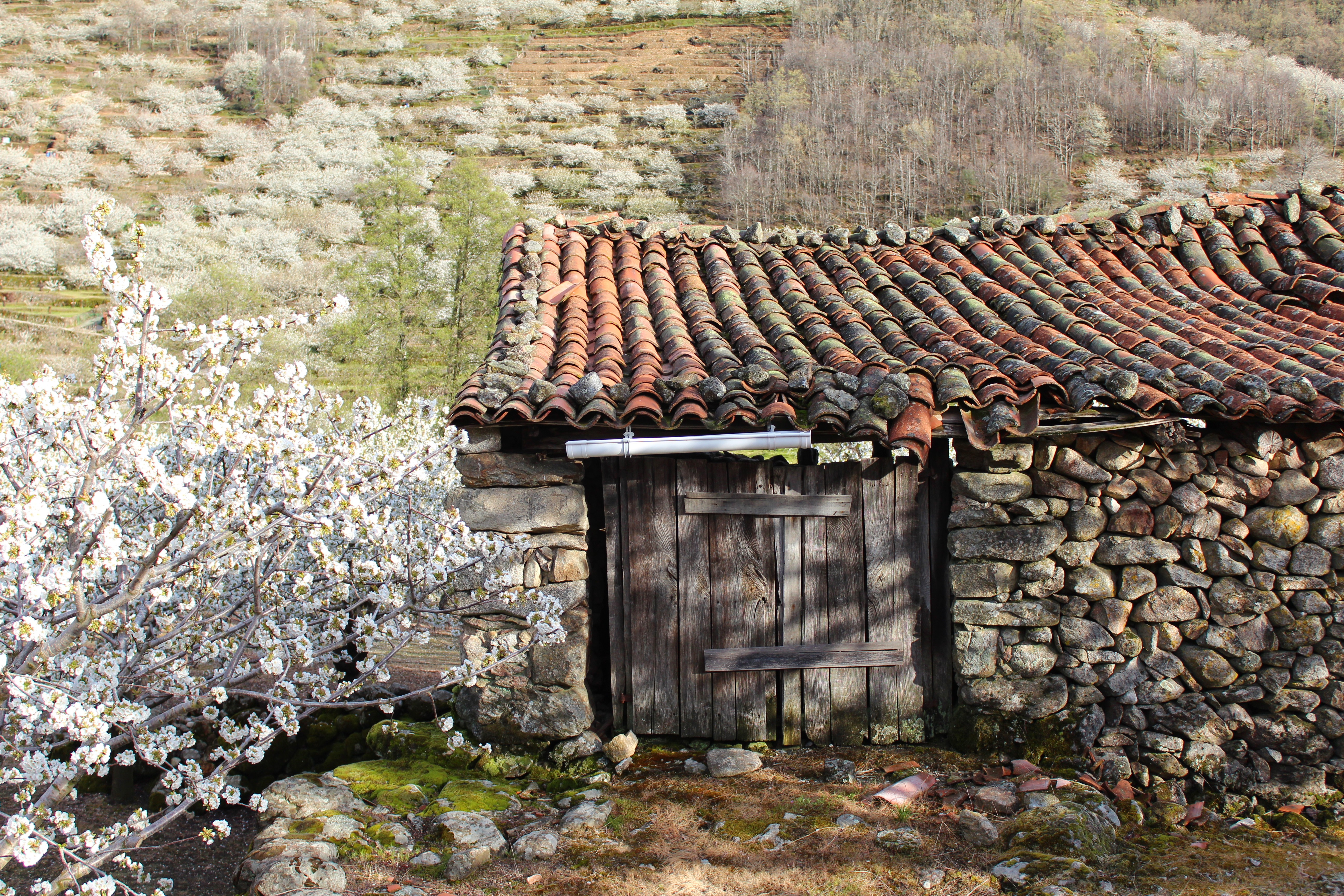
Hütte aus Trockenmauerwerk

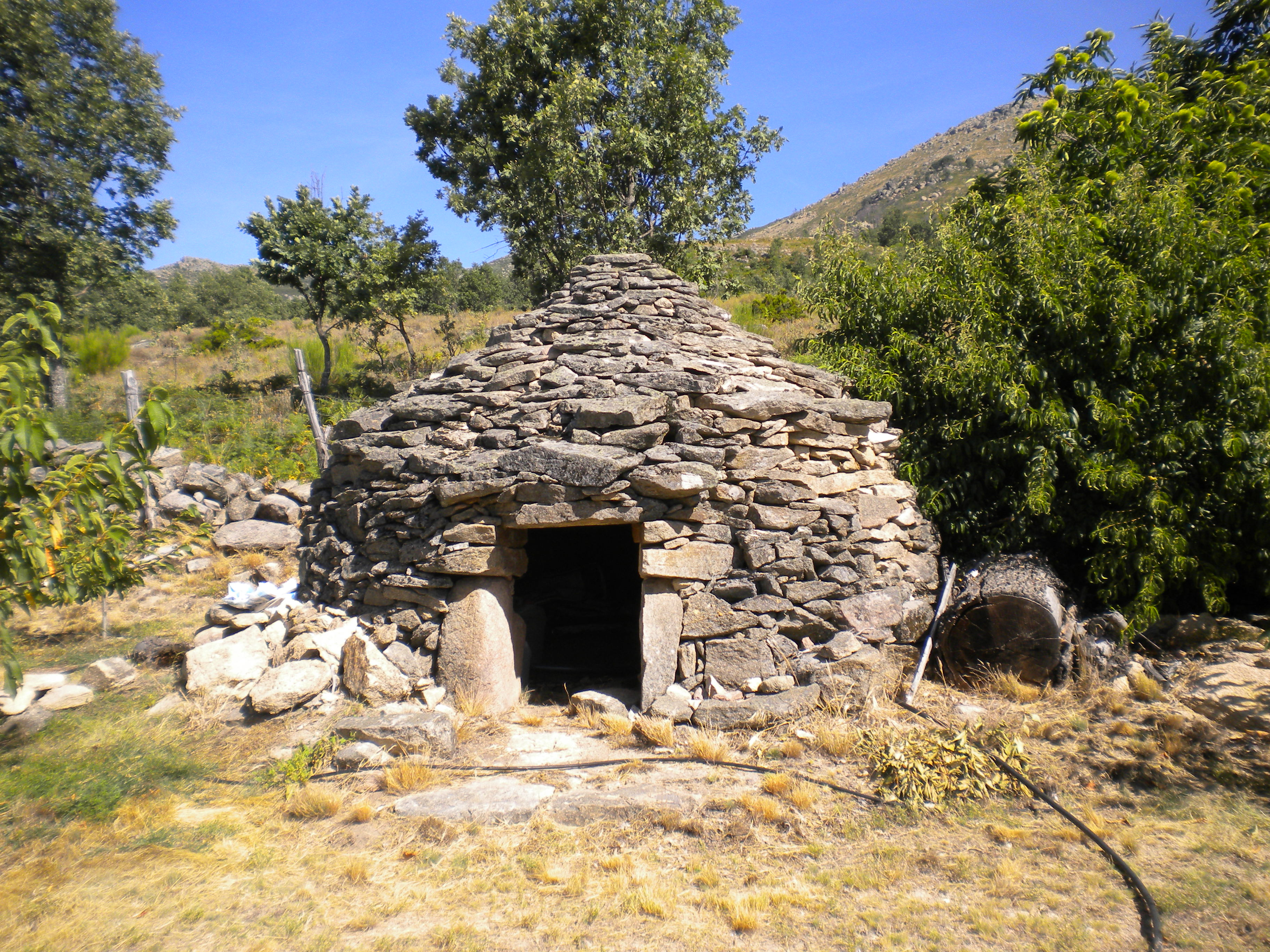
Feldsteinhütte (chozo)

Valle del Jerte ist eine ca. 373 km² große und insgesamt etwa 10.000 Einwohner zählende Verwaltungseinheit (comarca oder mancommunidad) im Nordosten der Provinz Cáceres in der Autonomen Gemeinschaft Extremadura im Westen Spaniens. Es ist seit dem Jahr 1973 als nationales Kulturerbe (Bien de Interés Cultural) eingestuft.

## Lage und Klima
Die Orte der Comarca liegen in Höhen von ca. 500 bis 900 m auf der Südseite des Iberischen Gebirges bzw. auf beiden Ufern des Río Jerte. Die Stadt Ávila ist ungefähr 115 km (Fahrtstrecke) entfernt; bis nach Madrid sind es ca. 180 bis 250 km in nordöstlicher Richtung; südwestlich liegt die Stadt Plasencia. Die Region ist sehr regenreich (ca. 1000 mm/Jahr) und von zahlreichen Bachläufen (arroyos oder gargantas) durchzogen, die allesamt in den Río Jerte, einen Nebenfluss des Río Alagón, münden. Im Sommer dient sie vielen Besuchern aus Zentralspanien wegen der deutlich kühleren Temperaturen als Sommerfrische, aber auch im Winter wird sie gerne besucht, da sie an manchen Tagen bis in die Tallagen verschneit ist.

## Wirtschaft
Neben der traditionell betriebenen Landwirtschaft (Ackerbau und Viehzucht) ist vor etwa 200 Jahren der Anbau von Kirschen hinzugekommen. Auch der Ziegenkäse hat die Region bekannt gemacht. Seit den 1960er Jahren hat die Region einen touristischen Aufschwung erlebt, der etwas Geld in die Kassen der Privatpensionen, Hotels und Gemeinden gespült hat; die meisten Gemeinden sind schuldenfrei.

## Gemeinden
Barrado, Cabezuela del Valle, Cabrero, Casas del Castañar, El Torno, Jerte, Navaconcejo, Piornal, Rebollar, Tornavacas, Valdastillas
Verwaltungszentrum und in Bezug auf die Einwohnerzahl größte Gemeinde ist Cabezuela del Valle (ca. 2000).

## Geschichte
Im 1. Jahrtausend v. Chr. gehörte die Gegend zum Siedlungsgebiet der Vettonen, die im 3. und 2. Jahrhundert v. Chr. zunächst von den Karthagern, später dann von den Römern bedrängt und schließlich erobert wurden. In vergangenen Zeiten war die Gegend abgelegen und arm. Die meisten Orte waren bis ins späte 18. oder sogar bis ins frühe 19. Jahrhundert hinein abhängig von Entscheidungen, die in der Stadt Plasencia getroffen wurden. Um die Mitte des 20. Jahrhunderts begann ein immer noch anhaltender Wirtschaftsaufschwung, der beinahe ausschließlich auf dem innerspanischen Tourismus beruht.

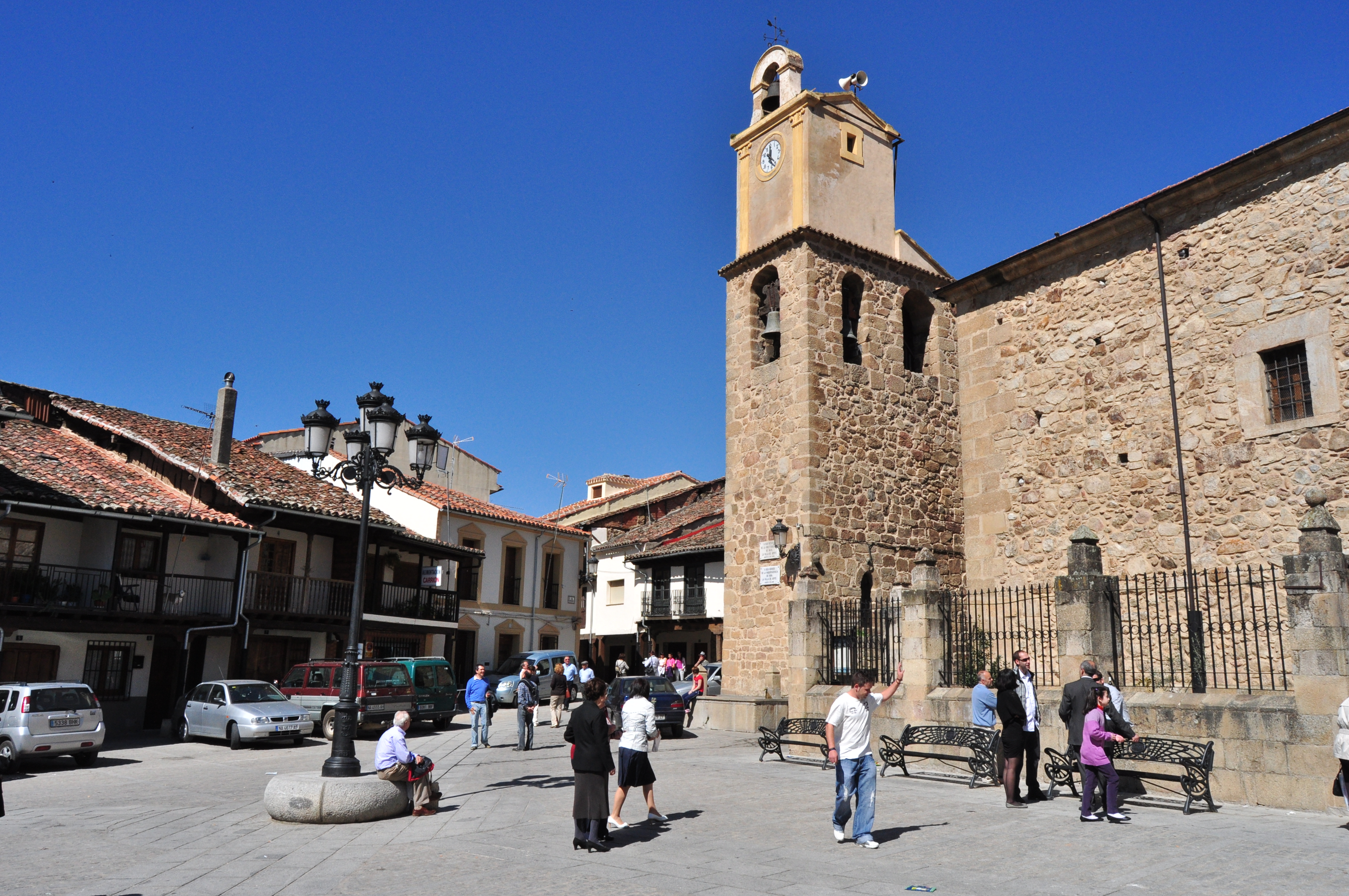
Hauptplatz im Ort Jerte

## Sehenswürdigkeiten
Prähistorische, keltische, römische, westgotische und selbst maurische Spuren sind äußerst spärlich. Jeder Ort der Region hat eine frühneuzeitliche Kirche, welche oft genug einen mittelalterlichen Vorgängerbau ersetzt hat; auf jedem Dorfplatz steht ein Brunnen und manchmal findet man eine – meist im 18. Jahrhundert errichtete – Gerichtssäule (rollo oder picota) als Zeichen der Selbstverwaltung. Das Erdgeschoss vieler traditioneller Häuser hat einen zur Straße oder zum zentralen Platz hin offenen Laubengang; die Räume oder Balkone des Obergeschosses ruhen somit zur Hälfte auf Stützen (soportales).